# La Revue internationale des livres et des idées
La Revue internationale des livres et des idées (RILI) est un magazine bimestriel francophone d'information intellectuelle et politique, qui a paru de septembre 2007 à mars 2010. La RILI a cessé de paraître en 2010 après 16 numéros. En 2011, l'équipe a lancé RdL : La Revue des Livres. Devant des difficultés financières, cette nouvelle version cesse à son tour de paraître en janvier 2014, après 14 numéros. La revue possédait, durant sa publication, son site internet, depuis lors inactif ; elle a une page Facebook et un blog, qui en tiennent lieu aujourd'hui.

## Présentation
La volonté des fondateurs de la RILI est d'« introduire dans le monde francophone, en la renouvelant, la tradition que le Times Literary Supplement, la New York Review of Books, la London Review of Books et, plus récemment, Bookforum (en) ont contribué à inventer, à maintenir et à développer dans le monde anglophone ».  Le lancement de la RILI a été qualifié de « révolution culturelle » par Jürg Altwegg dans la Frankfurter Allgemeine Zeitung du 22 octobre 2007 : 

« Jetzt hat auch Frankreich eine Zeitschrift nach dem illustren Vorbild der London Review of Booksund des Times Literary Supplement (TLS). Erstmals ist in Paris eine Revue internationale des livres et des idées (September/Oktober) erschienen. Kompetent, umfassend, kritisch und ellenlang sind die Artikel, jeder eigentlich ein Essay. Ein Drittel der Beiträge befasst sich mit Büchern, die nicht in französischer Sprache erschienen sind. Ein Drittel der Autoren sind keine Franzosen. Ein Teil des Inhalts wird mit Übersetzungen aus Zeitschriften bestritten. Das redaktionelle Programm ist eine Kulturrevolution. [...]. »

La France dispose maintenant elle aussi d'un magazine sur le modèle de la London Review of Books ou du Times Literary Supplement (TLS). Pour la première fois, une Revue internationale des livres et des idées (septembre / octobre) est publiée à Paris. Les articles sont le fait de spécialistes, complets, critiques et très longs, chacun étant en fait un essai. Un tiers des contributions concerne des livres qui n'ont pas été publiés en français. Un tiers des auteurs ne sont pas français. Une partie du contenu est couverte par des traductions d'articles d'autres titres de presse. Ce programme éditorial est (pour la France) une révolution culturelle.
La revue est composée pour l'essentiel de comptes rendus critiques de livres, en particulier d'essais, publiés en France et à l'étranger. Une partie des articles sont repris des revues sus-mentionnées, ainsi que de la New Left Review et de Radical Philosophy (en), deux importantes revues théoriques de la gauche britannique. Les comptes rendus publiés par La Revue internationale des livres et des idées sont en général très développés (de 15 000 à 45 000 signes, espaces compris). La revue propose aussi des articles de fond sur divers sujets, ainsi que des entretiens avec de grandes figures de la pensée. Les contributeurs sont généralement des spécialistes des domaines considérés. Enfin, l'iconographie de la revue, particulièrement soignée, est réalisée par deux ou trois artistes invités,.
La Revue internationale des livres et des idées a été lancée à l'initiative des Éditions Amsterdam. Jérôme Vidal en est le directeur de publication (les membres permanents de l'équipe éditoriale sont Aurélien Blanchard, Charlotte Nordmann et Jérôme Vidal),.